# Diocesi di Blois

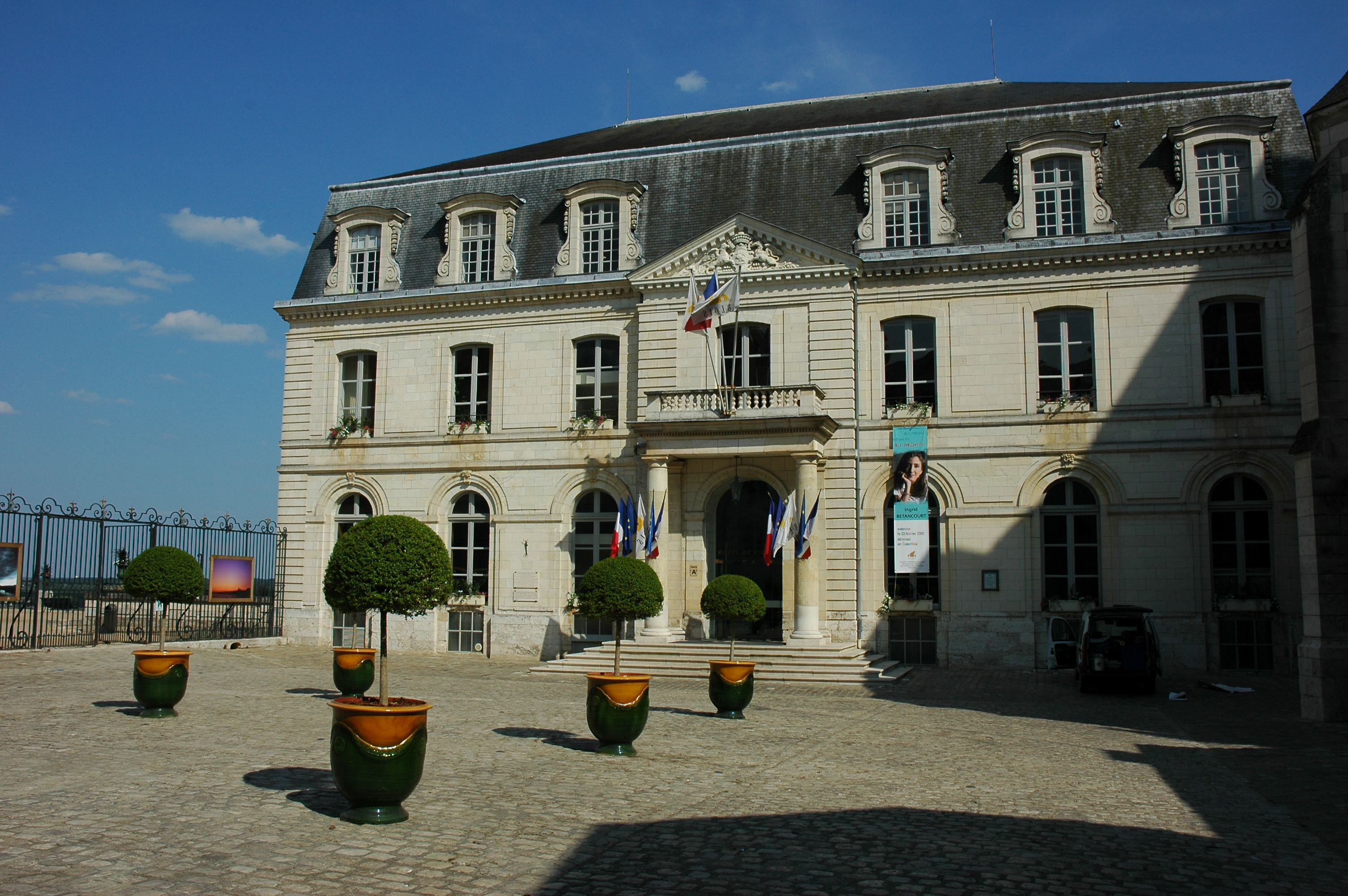
L'ex palazzo episcopale di Blois, ora Hôtel de ville.

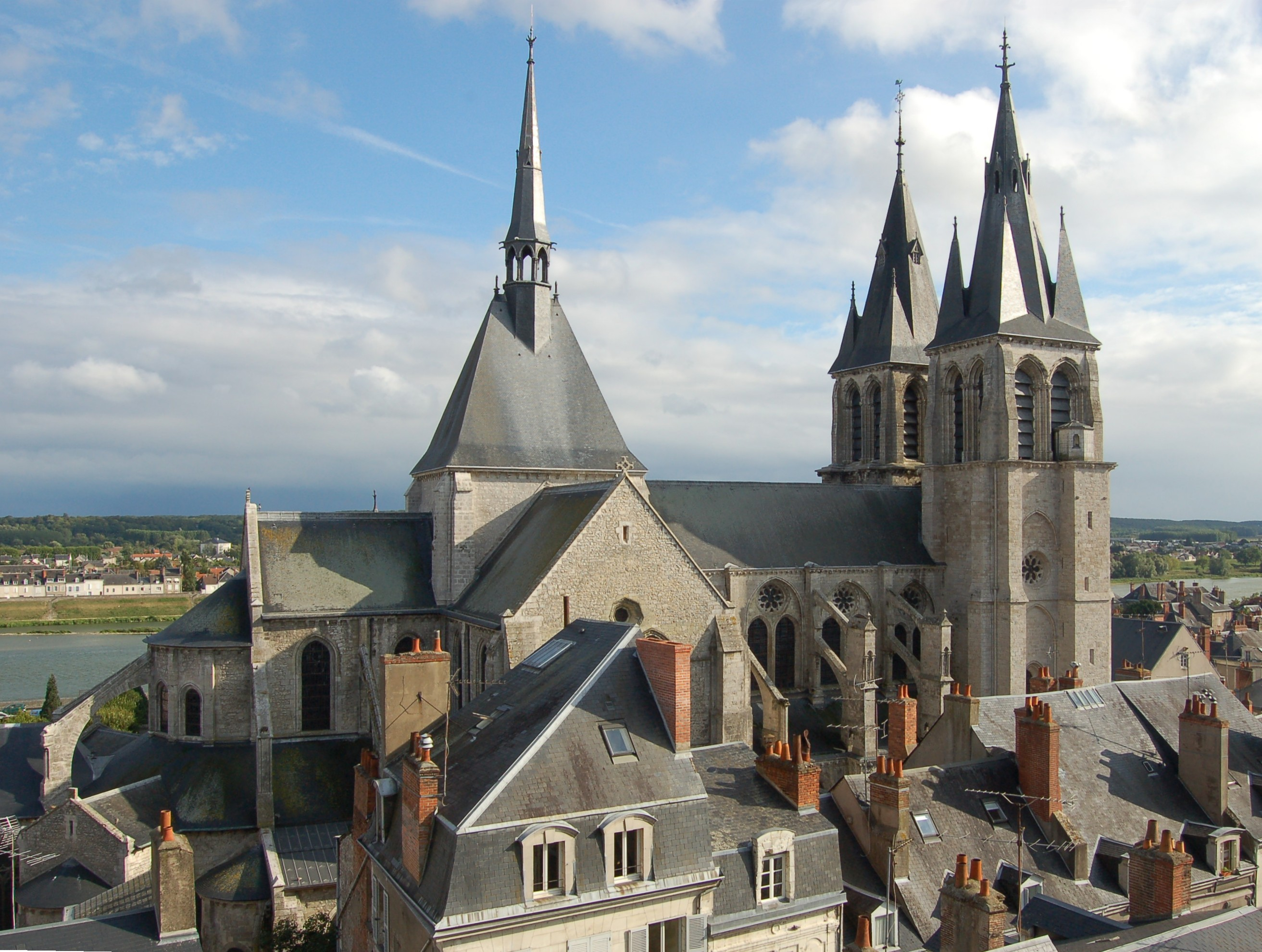
La chiesa di San Niccolò di Blois, che fu sede di un'abbazia del XII secolo.

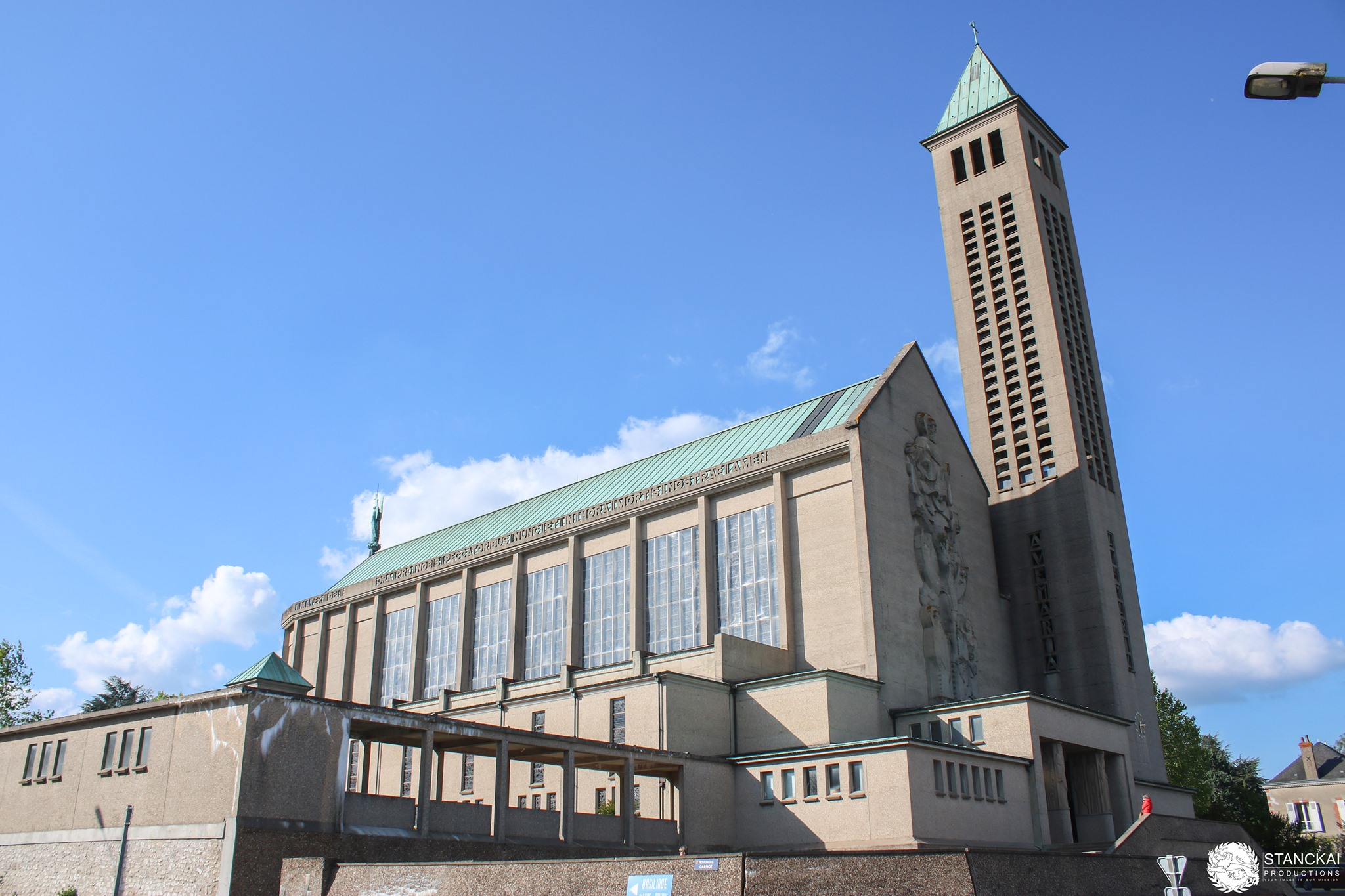
La basilica minore di Nostra Signora della Trinità a Blois.

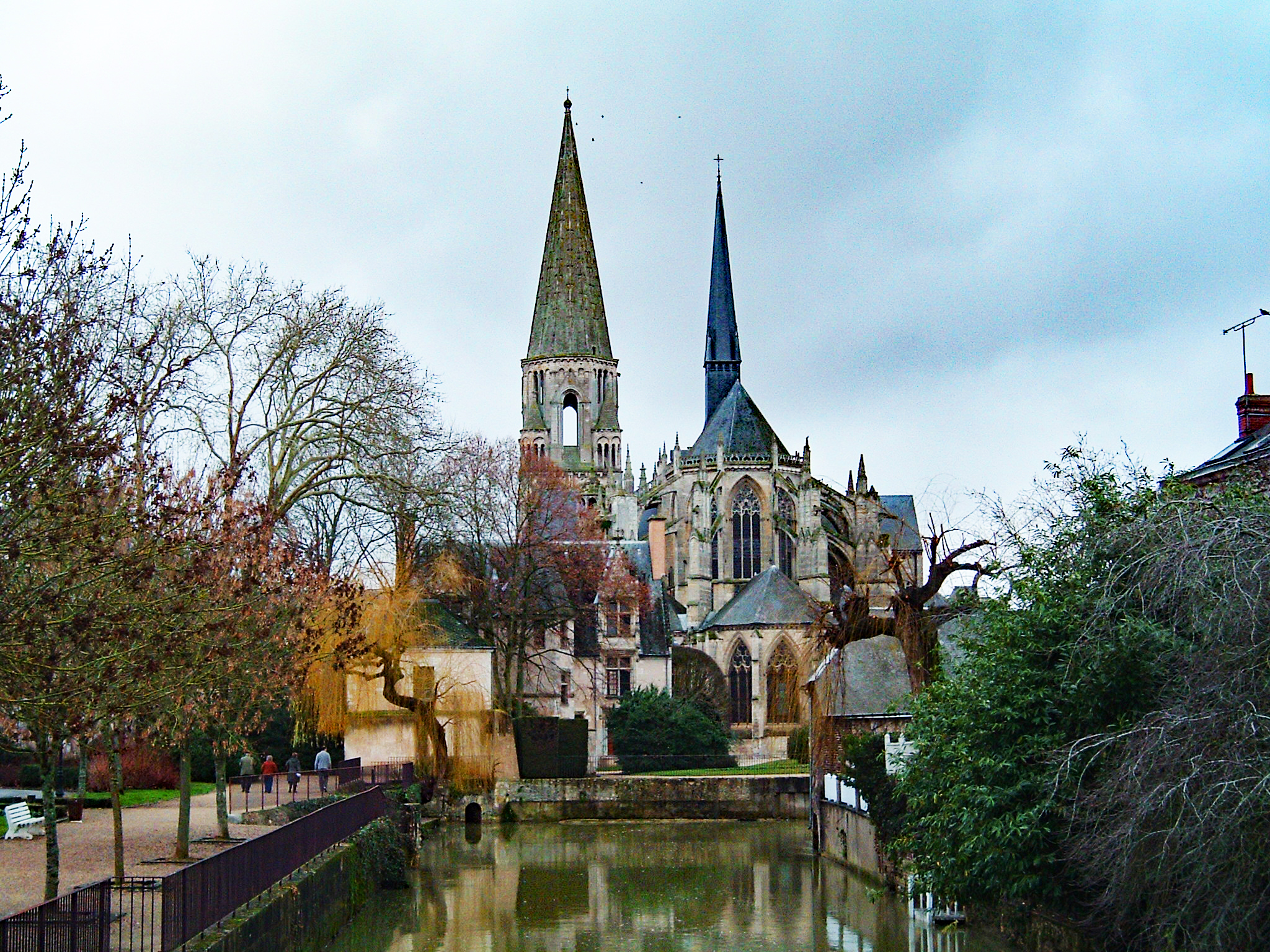
La chiesa dell'abbazia Sainte-Trinité a Vendôme, fondata nel 1033.

La diocesi di Blois (in latino Dioecesis Blesensis) è una sede della Chiesa cattolica in Francia suffraganea dell'arcidiocesi di Tours. Nel 2022 contava 187.000 battezzati su 343.000 abitanti. È retta dal vescovo Francis Victor Bestion.

## Territorio
La diocesi comprende il dipartimento francese del Loir-et-Cher.
Sede vescovile è la città di Blois, dove si trovano la cattedrale di San Luigi e la basilica minore di Nostra Signora della Trinità.
Il territorio si estende su 6.422 km² ed è suddiviso in 293 parrocchie, raggruppate in 5 decanati.

## Storia
Il progetto di erigere una diocesi a Blois risaliva già alla seconda metà del XVI secolo, a causa della vastità della diocesi di Chartres, che comprendeva oltre 900 parrocchie e circa 400.000 abitanti. Nel 1573 e nel 1576 la cittadinanza aveva rivoltò al re Carlo IX e poi agli Stati generali la richiesta di avere una propria diocesi, richieste che tuttavia non furono accolte.
Questi progetti trovarono un loro esito positivo verso la fine del XVII secolo. La diocesi fu eretta il 25 giugno 1697 con la bolla In sacra beati di papa Innocenzo XII, ricavandone il territorio dalla diocesi di Chartres. Originariamente era suffraganea dell'arcidiocesi di Parigi.
Primo vescovo fu David-Nicolas Bertier, che era vicario generale di Chartres. Fu eretta a cattedrale la chiesa di San Solemno, dedicata in questa occasione a San Luigi, edificio risalente al XII secolo, ma ricostruito più volte, l'ultima qualche anno prima dell'erezione della diocesi.
La diocesi comprendeva 192 parrocchie, suddivise in 3 arcidiaconati (Blois, Vendôme e Châteaudun) e 16 decanati. All'insorgere della rivoluzione, la diocesi comprendeva anche: 3 abbazie benedettine (Saint-Laumer a Blois, Sainte-Trinité a Vendôme e Notre-Dame a Pontlevoy), l'abbazia agostiniana Notre-Dame a Blois, quella premostratense Sainte-Trinité o Saint-Sauveur a Authon e quella cistercense Sainte-Marie-de-l'Aumône a La Colombe.
In seguito al concordato con la bolla Qui Christi Domini di papa Pio VII del 29 novembre 1801 la diocesi fu soppressa e il suo territorio incorporato in quello della diocesi di Orléans. Il vescovo Alexandre de Lauzières de Thémines fu uno dei più strenui oppositori del concordato, non si dimise, come impostogli dal papa, e dovette riparare in esilio, senza riuscire mai più a fare ritorno in Francia (morì a Bruxelles nel 1829). Fu infatti uno dei vescovi nominati prima della rivoluzione che non accettarono "l'invito" a dimettersi dopo il Concordato del 1801 e anzi l'unico che rifiutò di riconoscerne la legittimità anche dopo la Restaurazione quando anche gli ultimi vescovi anticoncordatari sopravvissuti accettarono formalmente di dimettersi (1816). Per questo dovette rimanere in esilio.
Nel giugno 1817 fra Santa Sede e governo francese fu stipulato un nuovo concordato, cui fece seguito il 27 luglio la bolla Commissa divinitus, con la quale il papa restaurava la sede di Blois. Fu nominato anche un nuovo vescovo, Jean-François Martin de Boisville. Tuttavia, poiché il Parlamento di Parigi non ratificò il concordato, l'erezione della diocesi e la nomina del vescovo non ebbero effetto.
Il 6 ottobre 1822 la diocesi fu definitivamente ristabilita in virtù della bolla Paternae charitatis di papa Pio VII, ricavandone il territorio dalla stessa diocesi di Orléans. Rispetto all'antica diocesi dell'ancien régime, la nuova comprendeva parrocchie che erano appartenute alle diocesi di Orléans e di Le Mans, e alle arcidiocesi di Tours e di Bourges.
Il vescovo eletto Boisville fu trasferito alla sede di Digione, mentre fu nominato nuovo vescovo Philippe-François Sausin, vicario generale di Valence. Questi istituì il seminario diocesano e si adoperò per far rientrare lo scisma della Petite Église, causato dalla dissidenza del vescovo Lauzières de Thémines.
Il 9 ottobre 1966 la diocesi divenne suffraganea dell'arcidiocesi di Bourges. L'8 dicembre 2002 è entrata a far parte della provincia ecclesiastica di Tours.

## Cronotassi dei vescovi
Si omettono i periodi di sede vacante non superiori ai 2 anni o non storicamente accertati.
- David-Nicolas Bertier † (1º luglio 1697 - 20 agosto 1719 deceduto)
- Jean-François-Paul Le Fèvre de Caumartin † (4 marzo 1720 - 30 agosto 1733 deceduto)
- François de Crussol d'Uzès † (17 novembre 1734 - 26 settembre 1753 nominato arcivescovo di Tolosa)
- Charles-Gilbert de May de Termont † (10 dicembre 1753 - 22 luglio 1776 deceduto)
- Alexandre-François-Amédée-Adonis-Louis-Joseph de Lauzières de Thémines † (16 settembre 1776 - 29 novembre 1801 deposto)[6]
  - Sede soppressa (1801-1822)
  - Jean-François Martin de Boisville † (1º ottobre 1817 - 19 aprile 1822 nominato vescovo di Digione) (vescovo eletto)
- Philippe-François Sausin † (16 maggio 1823 - 5 marzo 1844 deceduto)
- Marie-Auguste Fabre des Essarts † (17 giugno 1844 - 20 ottobre 1850 deceduto)
- Louis-Théophile Palluc du Parc † (17 febbraio 1851 - 31 marzo 1877 dimesso)
- Charles-Honoré Laborde † (25 giugno 1877 - 18 maggio 1907 deceduto)
- Alfred-Jules Mélisson † (10 ottobre 1907 - 9 febbraio 1925 dimesso[7])
- Georges-Marie-Eugène Audollent † (15 maggio 1925 - 9 novembre 1944 deceduto)
- Louis-Sylvain Robin † (3 novembre 1945 - 28 novembre 1961 dimesso[8])
- Joseph-Marie-Goerges-Michel Goupy † (28 novembre 1961 succeduto - 25 luglio 1990 ritirato)
- Jean Cuminal † (25 luglio 1990 - 18 aprile 1996 deceduto)
- Maurice Le Bègue de Germiny (27 marzo 1997 - 22 novembre 2014 ritirato)
- Jean-Pierre Batut (22 novembre 2014 - 26 giugno 2023 dimesso[9])
- Francis Victor Bestion, dal 1º ottobre 2024

## Statistiche
La diocesi nel 2022 su una popolazione di 343.000 persone contava 187.000 battezzati, corrispondenti al 54,5% del totale.
| anno | popolazione | popolazione | popolazione | presbiteri | presbiteri | presbiteri | presbiteri                | diaconi | religiosi | religiosi | parrocchie |
| anno | battezzati  | totale      | %           | numero     | secolari   | regolari   | battezzati per presbitero | diaconi | uomini    | donne     | parrocchie |
| ---- | ----------- | ----------- | ----------- | ---------- | ---------- | ---------- | ------------------------- | ------- | --------- | --------- | ---------- |
| 1950 | 169.693     | 242.419     | 70,0        | 241        | 229        | 12         | 704                       |         | 10        | 479       | 295        |
| 1959 | 227.832     | 239.824     | 95,0        | 227        | 213        | 14         | 1.003                     |         | 14        | 403       | 295        |
| 1970 | 254.501     | 267.896     | 95,0        | 195        | 175        | 20         | 1.305                     |         | 13        | 353       | 298        |
| 1980 | 270.000     | 287.779     | 93,8        | 162        | 133        | 29         | 1.666                     | 1       | 29        | 285       | 292        |
| 1990 | 277.000     | 306.000     | 90,5        | 121        | 104        | 17         | 2.289                     | 5       | 19        | 158       | 292        |
| 1999 | 245.000     | 306.150     | 80,0        | 109        | 99         | 10         | 2.247                     | 7       | 12        | 130       | 292        |
| 2000 | 250.000     | 314.311     | 79,5        | 114        | 106        | 8          | 2.192                     | 7       | 10        | 137       | 292        |
| 2001 | 250.000     | 314.311     | 79,5        | 109        | 100        | 9          | 2.293                     | 7       | 10        | 140       | 292        |
| 2002 | 250.000     | 314.311     | 79,5        | 104        | 90         | 14         | 2.403                     | 7       | 19        | 137       | 292        |
| 2003 | 250.000     | 314.311     | 79,5        | 105        | 85         | 20         | 2.380                     | 7       | 23        | 112       | 292        |
| 2004 | 258.680     | 317.810     | 81,4        | 94         | 83         | 11         | 2.751                     | ?       | 19        | 104       | 292        |
| 2006 | 258.073     | 317.810     | 81,2        | 99         | 89         | 10         | 2.606                     | 10      | 14        | 97        | 292        |
| 2012 | 185.097     | 338.503     | 54,7        | 95         | 64         | 31         | 1.948                     | 8       | 34        | 81        | 293        |
| 2015 | 184.050     | 342.224     | 53,8        | 86         | 58         | 28         | 2.140                     | 10      | 36        | 84        | 293        |
| 2018 | 183.250     | 334.700     | 54,8        | 68         | 55         | 13         | 2.694                     | 14      | 15        | 74        | 293        |
| 2020 | 186.800     | 342.200     | 54,6        | 64         | 49         | 15         | 2.918                     | 14      | 21        | 69        | 293        |
| 2022 | 187.000     | 343.000     | 54,5        | 66         | 50         | 16         | 2.833                     | 16      | 23        | 65        | 293        |